# Macrodorcas recta
Macrodorcas recta is een keversoort uit de familie vliegende herten (Lucanidae). De wetenschappelijke naam van de soort is voor het eerst geldig gepubliceerd in 1857 door Motschulsky.